# Xã Nebo, Quận Bowman, Bắc Dakota
Xã Nebo (tiếng Anh: Nebo Township) là một xã thuộc quận Bowman, tiểu bang Bắc Dakota, Hoa Kỳ. Năm 2010, dân số của xã này là 26 người.